# Rock Action
Rock Action è il terzo album dei Mogwai, pubblicato il 24 aprile 2001.

## Il disco
Pubblicato nel 2001, Rock Action si caratterizza soprattutto per i suoni molto più armoniosi e meno distorti rispetto alla produzione precedente della band.
Fra gli ospiti David Pajo (Slint) e Gruff Rhys (Super Furry Animals).
La versione giapponese contiene una nona canzone intitolata "Close Encounters".

## Tracce
1. Sine Wave – 4:55 (Barry Burns, John Cummings, Martin Bulloch)
2. Take Me Somewhere Nice – 6:57 (testo: Stuart Braithwaite – musica: Stuart Braithwaite, Barry Burns)
3. O I Sleep – 0:55 (John Cummings, Barry Burns)
4. Dial:Revenge – 3:28 (Barry Burns, Gruff Rhys)
5. You Don't Know Jesus – 8:02 (Dominic Aitchison, John Cummings, Martin Bulloch)
6. Robot Chant – 1:03 (Stuart Braithwaite)
7. 2 Rights Make 1 Wrong – 9:31 (Stuart Braithwaite, Dominic Aitchison)
8. Secret Pint – 3:37 (testo: Stuart Braithwaite – musica: Dominic Aitchison)
9. Close Encounters – 3:54 – solo edizione giapponese

## Formazione

### Gruppo
- Stuart Braithwaite
- Dominic Aitchison
- Martin Bulloch
- John Cummings
- Barry Burns

### Altri musicisti
- David Pajo - coro in "Take Me Somewhere Nice"
- Gruff Rhys - voce in "Dial:Revenge" e coro in "2 Rights Make 1 Wrong"
- Willie Campbell - coro in "2 Rights Make 1 Wrong"
- Charlie Clark - coro in "2 Rights Make 1 Wrong"
- Gary Lightbody - coro in "2 Rights Make 1 Wrong"
- The Remote Viewer - banjo in "2 Rights Make 1 Wrong"